# Scrum (film)
Scrum to australijski film dokumentalny z 2015 roku w reżyserii Poppy Stockell. Jego bohaterami są członkowie drużyny zrzeszającej homoseksualnych zawodników rugby, Sydney Convicts. Premiera projektu odbyła się 7 czerwca 2015 podczas Sheffield Doc/Fest w Wielkiej Brytanii. 22 czerwca 2015 obraz zaprezentowano widzom Frameline Film Festival. Film został pozytywnie oceniony przez krytyków. Chwalono go między innymi za zerwanie z negatywnymi stereotypami dotyczącymi gejów.

## Obsada
W filmie w rolach samych siebie wystąpili m.in.: Brennan Bastyovanszky, Aki Mizutani, Pearse Egan, Charlie Winn, Robert Rosenberg, David Whittaker, Tommy Bourne, Clare Walsh, Steven Thorne, James Saunders, Ben Smith, Angus Donald, David Jones, Erik Denison, Sam Elliot, Levita Talolua, Jayson Down, Luke Carpenter, James Cousins oraz Ja Twann "JT" Wentz.

## Festiwale filmowe
Film trafił do oficjalnej selekcji brytyjskiego festiwalu Sheffield Doc/Fest oraz amerykańskiego Frameline Film Festival. Jesienią 2015 roku został wyświetlony podczas Filmfest homochrom w Niemczech.